# Alicia Plante
Alicia Susana Plante (Buenos Aires, 1939) es una escritora, traductora y psicóloga argentina, considerada una de las referentes de la novela negra argentina. En el año 1990, obtuvo el Premio Azorín de Novela por su primera novela, Un aire de familia, además de haber sido traducida a los idiomas francés e italiano.

## Biografía
Alicia Susana Plante nació en el año 1939 en la ciudad de Buenos Aires, Argentina. Hija de un contador, comenzó a escribir a los diez años. En 1970 publicó su primer libro, el poemario Asumiendo mi alma. Tras él, su única incursión en la poesía, en 1973 fue invitada por la Universidad de Harvard a grabar poemas en esa misma institución. Entre los años 1976 y 1980, cursó la carrera de Psicología. En 1990 publicó su primera novela, Un aire de familia, que ganó el Premio Azorín de Novela y fue publicada en la Argentina en 1992 por la editorial Letra Buena. Ese mismo año, además, comenzó a dirigir talleres literarios de narrativa y poesía. En 2003, publicó su segunda novela, El círculo imperfecto.
En el año 2002, después de que la agente literaria Carmen Balcells se convirtiera en su agente, publicó las novelas pertenecientes a la «trilogía del agua»: Una mancha más (2011), Fuera de temporada (2013) y Verde oscuro (2014), todas bajo el sello editorial Adriana Hidalgo. En 2016 publicó su sexta novela, La sombra del otro, y dos años más tarde, en 2018, Mala leche. En 2020 publicó su octava novela, El menor.
Además de su labor como escritora, Plante tradujo textos literarios y científicos y colaboró en el suplemento cultural Radar del diario argentino Página/12.

## Reconocimientos
En el año 1990, su novela Un aire de familia (presenta con el nombre de Tras el verde) obtuvo el Premio Azorín de Novela, otorgado por la Diputación de Alicante y la editorial Planeta, lo que la convirtió en la primera persona extranjera en obtener ese galardón.

## Obra

### Novela
- 1990: Un aire de familia
- 2003: El círculo imperfecto
- 2011: Una mancha más
- 2013: Fuera de temporada
- 2014: Verde oscuro
- 2016: La sombra del otro
- 2018: Mala leche
- 2020: El menor

### Poesía
- 1970: Asumiendo mi alma